# 娄摩
婁摩（IAST：Rumā）是印度史詩《羅摩衍那》中的角色，爲猴王須羯哩婆妻子。在書中第四卷《猴國篇》中，婁摩與須羯哩婆相愛並準備結婚，但是婁摩的父親不同意兩人的婚事。在神猴哈努曼的幫助下，將娄摩綁架過來，兩人得以結婚。須羯哩婆與其兄長婆黎爆發衝突後，須羯哩婆被趕出都城，婁摩被婆黎扣留成爲其妻子。此事成爲羅摩幫助須羯哩婆殺死婆黎並登上猴王寶座的緣由。羅摩從暗地裏出其不意用弓箭射中婆黎，使其落敗。羅摩聲稱他殺死婆黎是為了懲罰他從須羯哩婆手中搶走婁摩的罪行，須羯哩婆與婁摩本是元配，婆黎爲了一己私欲，而將她搶走。